# Ski de fond aux Jeux olympiques de 2006 – 15 kilomètres hommes
Navigation
2002 2010

L'épreuve masculine de 15 kilomètres de ski de fond des Jeux olympiques d'hiver de 2006 a eu lieu le 17 février 2006 au Pragelato à Turin au Italie. 
L'épreuve est remportée par l'Estonien Andrus Veerpalu en 38 min 01 s 3.

## Médaillés
| Or                    | Argent                           | Bronze               |
| Andrus Veerpalu (EST) | Lukáš Bauer (République tchèque) | Tobias Angerer (ALL) |